# Les Brésiliennes du bois de Boulogne
Pour plus de détails, voir Fiche technique et Distribution.
Les Brésiliennes du Bois de Boulogne est un film français réalisé par Robert Thomas en 1984.

## Synopsis
Ce film raconte l'histoire d'Antonia, femme transgenre brésilienne se prostituant pour son « mac » (dont elle est follement amoureuse) au bois de Boulogne. Son frère José arrive à Paris pour essayer de devenir danseur professionnel. Dans un premier temps, il ignore totalement la transition de genre de sa sœur. Il se retrouve embarqué malgré lui dans divers emplois (danseur travesti au cabaret transformiste « Le Paradoxe », ou même un temps gigolo pour dames âgées fortunées, avant de finir livreur de vins à Paris).
La situation d'Antonia en tant que prostituée devenant de plus en plus pesante, elle tente avec l'aide de José de rentrer clandestinement au Brésil, ce qui ne manque pas de se savoir dans le milieu des proxénètes du bois. Ceux-ci, pour faire un exemple, enlèvent et envoient Antonia dans un bordel clandestin faire de l'abattage[Quoi ?]. Grâce à l'aide de son frère et de ses ami(e)s prostituées, elle arrive à fuir avec son souteneur, qui s'est d'ailleurs découvert totalement amoureux d'elle après son enlèvement.
Le film se termine avec la fuite d'Antonia et de son compagnon, et la fin des déboires professionnels et sentimentaux de son frère José, qui débute une relation amoureuse avec une danseuse rencontrée à ses cours de danse.

## Fiche technique
Source : IMDb, sauf mention contraire
- Réalisateur et  Scénariste : Robert Thomas, assisté d'Alain Nauroy
- Producteur : René-Marie Bobichon, Jacques Leitienne
- Musique du film : Romuald
- Directeur de la photographie : Noël Véry
- Montage : Jacqueline Thiédot
- Création des costumes : Sylviane Combes
- Société de production : Les Films Jacques Leitienne
- Pays de production :  France
- Genre : comédie
- Durée : 1h22
- Date de sortie :	
  - France : 22 août 1984

## Distribution
- Rebecca Potok : Antonia
- Michel Godin : José
- Marc de Jonge : Carmen
- Chantal Ladesou : une prostituée de l'avenue Foch
- Yvan Varco :	Rick
- Colette Duval :	Mme. Solange
- Étienne Draber : 	Monsieur Max
- Jean-Marie Vauclin : L’exhibitionniste
- Daniel Derval : La Grande Kiki
- Gilbert Servien
- Joseph Falcucci
- Brigitte Borghese
- Karim Allaoui

## Analyse
En Europe, le Brésil est souvent associé à la transidentité féminine. Naomi Pueo Wood estime que cette comédie est l'un des plus représentatifs des femmes trans brésiliennes au cinéma. Les Brésiliennes du bois de Boulogne fait partie des nombreux films où les personnes trans brésiliennes sont montrées à l'écran, souvent dans des rôles stéréotypés de prostituées et représentant des personnages exotiques pour le public occidental.